# 云红街道
云红街道，是中华人民共和国山東省德州市乐陵市下辖的一个乡镇级行政单位。

## 行政区划
云红街道下辖以下地区：
匡家村、任苏村、朱桥村、穆堰村、四屯社区村、枣园社区村、和顺社区村、结义社区村、忠义社区村、千红湖社区村、月阳社区村、三和社区村、谭梁社区村、东兴社区村、昌盛社区村、联谊社区村、兴丰社区村和韩武举村。